# Ignaz Freyschlag von Freyenstein

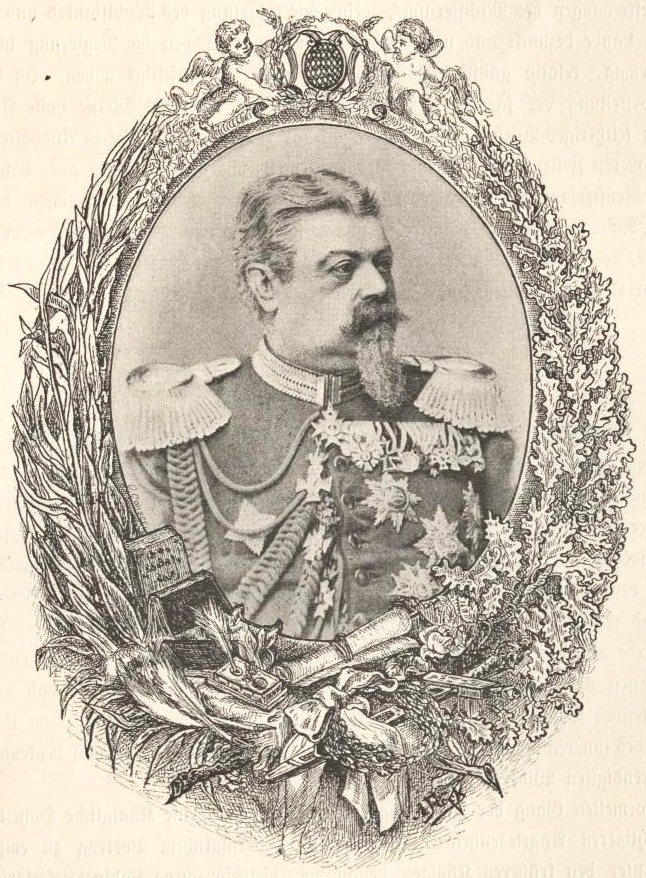
Ignaz Freyschlag von Freyenstein

Ignaz Johann Theodor Freiherr Freyschlag von Freyenstein (* 12. Juli 1827 in Landau an der Isar; † 11. November 1891 in München) war ein bayerischer Generalleutnant und Vorstand der Geheimkanzlei des Prinzregenten Luitpold.

## Leben
Er entstammte einem Zweig der katholischen, niederösterreichischen Adelsfamilie Freyschlag von Freyenstein, welcher sich in Bayern ansiedelte und 1813 in das Adelsmatrikel des Königreichs einschreiben ließ. 1887 stieg das Geschlecht zu Freiherren auf.
Ignaz war der Sohn des Landgerichtsassessors Johann Nepomuk Freyschlag von Freyenstein, besuchte das Gymnasium und studierte Jura an der Ludwig-Maximilians-Universität München. 1847 wurde Freyschlag Mitglied des Corps Bavaria München. 1848 trat er in die Bayerische Armee ein und befehligte als Hauptmann die Münchner Kompanie der Corpsstudenten u. a. in der Verteidigung des Zeughauses. Dieses Ereignis änderte das Verhältnis des Königreichs zu Corps grundlegend; die einst in der Illegalität agierenden Studenten, sollen in der Zukunft enge Vertraute der Wittelsbacher stellen. Er avancierte zum Unterleutnant, 1859 zum Oberleutnant im 1. Infanterie-Regiment „König“. 1866 wurde er zum Hauptmann, 1873 zum Major befördert, 1877 zum Oberstleutnant sowie 1882 zum Oberst. Seit 1886 war er Generalmajor und ab 1889 Generalleutnant.
Schon als Subalternoffizier war Freyschlag persönlicher Adjutant des Prinzen Luitpold und nach dessen Amtsantritt als Generalinspekteur der Armee (1866) auch als Adjutant dieser Dienststelle. 1870/71 nahm er als solcher am Deutsch-Französischen Krieg teil. Nach dem Regierungsantritt Luitpolds als Prinzregent wurde Freyschlag diensthabender Generaladjutant und Vorstand der Geheimkanzlei. Im November 1891 erlag er einem Schlaganfall.

## Auszeichnungen
Freyschlag wurde am 7. Januar 1887 in den erblichen Freiherrenstand des Königreichs Bayern erhoben. Er war Kämmerer, seit 1886 Ritter des Verdienstordens der Bayerischen Krone, seit 1889 Inhaber des Verdienstordens vom Heiligen Michael I. Klasse und hatte das Großkomtur des Militärverdienstordens erhalten. Außerdem trug er den Kronenorden I. Klasse mit Brillanten, den Orden der Eisernen Krone I. Klasse sowie weitere hohe Orden und Ehrenzeichen.